# Le Survivant (série littéraire)
Ne doit pas être confondu avec Survivant.
Pour les articles homonymes, voir Le Survivant (homonymie).
Le Survivant (The Survivalist), est une série de romans populaires de Jerry Ahern (en) parue entre 1981 et 1993. Bien que précédé de six ans par le roman de 1975 de Giles Tippette The Survivalist, Ahern est le premier romancier à centrer une série de romans sur un personnage survivaliste. Ce caractère a été imité par de nombreux auteurs, comme D. B. Drumm (série The Traveler), David L. Robbins (en) (série Endworld (en)), Victor Milán (sous le pseudonyme Richard Austin avec la série The Guardians), etc.

## Contexte
L'histoire commence dans le contexte de la guerre froide, elle est centrée sur John Rourke, qui cherche à retrouver sa famille après une guerre nucléaire entre l'URSS et les États-Unis. Dans les premiers volumes, il combat des soldats soviétiques, des bikers, des mutants, des cannibales, etc. Les livres suivants se tournent vers la science-fiction, avec des villes sous-marines, des armes apocalyptiques, de la cryonie, etc.
La série décrit minutieusement les armes et les techniques de survie. Elle contient quelques personnages soviétiques sympathiques (à la place des habituels personnages de Russes de propagande des États-Unis du temps de la guerre froide), cependant ils sont souvent de la chair à canon misogyne. Ahern utilise aussi un personnage de juif (Paul Rubenstein) et de noir comme personnages secondaires positifs anti-sexistes et anti-racistes. Il défend les valeurs de la famille.

## Personnages principaux

### John Rourke
John Rourke est un ancien officier paramilitaire de la CIA, expert en armes et converti au survivalisme. Il porte habituellement des lunettes de soleil, fume des cigarillos qu'il allume avec un briquet Zippo et est armé d'une paire de Detonics (en) Combat Master .45 dans des holsters d'épaule Alessi, un Colt Python, un Colt Lawman, un A.G. Russell Sting 1A boot knife et soit un fusil d'assaut CAR-15 soit un fusil de précision Steyr-Mannlicher SSG en bandoulière.
Il a une femme, Sarah, et deux enfants, Michael et Annie, qui habitent au début de la guerre en Géorgie.

### Paul Rubenstein
Paul Rubenstein est le faire-valoir juif de John Rourke. Ils se rencontrent lors du crash de l'avion de ligne à Albuquerque. Il est armé d'un MP-40. Il épouse Annie, la fille de Rourke au cours de la série.

### Natalia Tiemerovna
Natalia Tiemerovna est la femme de Vladimir Karamatsov. Ses parents ont été tués par le KGB, ses parents adoptifs tués dans un accident de la route, puis elle a été adoptée par le Général Varakov comme sa nièce. Tiemerovna est un agent du KGB et atteint le grade de major au début de la guerre. Elle est armée d'un pistolet Walther muni d'un silencieux, d'un fusil M-16 et d'un couteau balisong.

### Ishmael Varakov
Ishmael Varakov est l'oncle adoptif de Natalia Tiemerovna et chef des Soviet Occupation Forces in America. C'est un général soviétique modéré, qui aide à l'occasion Rourke contre les extrémistes du KGB.

### Vladimir Karamatsov
Vladimir Karamatsov est le chef de la branche nord-américaine du KGB, il bat et trompe sa femme, Natalia Tiemerovna. Blessé d'abord par Rourke à la demande de Varakov, et finalement tué par Natalia.

### Nehemiah Rozhdestvenskiy
Nehemiah Rozhdestvenskiy est un colonel soviétique, il accède à la tête du KGB après la mort de Karamatsov. Il est tellement assoiffé de pouvoir qu'il abat l'avion transportant les survivants du Politburo.

## Résumé
John Rourke, qui entraîne l'armée pakistanaise dans la passe de Khyber, est témoin de l'invasion du Pakistan par l'armée rouge. Il tente de rentrer chez lui aux États-Unis, mais l'URSS lance une attaque nucléaire contre les États-Unis au cours de laquelle 200 000 000 Américains et 1 000 000 Soviétiques périssent. Rourke est dans un Boeing 747 en direction de la Géorgie à ce moment-là, et parvient à poser l'appareil en urgence près d'Albuquerque ; il fait alors équipe avec Paul Rubenstein.
Alors que les troupes aéroportées soviétiques envahissent les États-Unis et que la majorité des politiciens américains sont morts, le président des États-Unis se suicide pour éviter une reddition forcée.
À la recherche d'un astronaute de la NASA qui connaît le mystérieux Eden Project, Rourke est capturé par les soviétiques à Athens,Géorgie. Varakov lui demande de tuer Karamatsov qui a battu Natalia Tiemerovna.
Un officier de la garde nationale allié à un culte d'hommes sauvages infiltre une installation nucléaire et tente de détruire Chicago avec un missile. Tandis que sa famille a rejoint la résistance et que les Soviétiques expérimentent la suspension cryonique, Rourke et Natalia s'allient pour sauver Chicago.

## Livres

### Romans américains
L'édition américaine comporte 27 romans numérotés et deux hors-série qui s'insèrent entre les nos 15-16 (Mid-Wake) et entre les nos 21-22 (...To End all War).
| Numéro | Titre                | Année | ISBN                  |
| ------ | -------------------- | ----- | --------------------- |
| 1      | Total War            | 1981  | (ISBN 0-450-05573-6)  |
| 2      | The Nightmare Begins | 1981  | (ISBN 978-0890838105) |
| 3      | The Quest            | 1981  | (ISBN 0-450-05638-4)  |
| 4      | The Doomsayer        | 1981  | (ISBN 978-0890838938) |
| 5      | The Web              | 1983  | (ISBN 978-0821711453) |
| 6      | The Savage Horde     | 1983  | (ISBN 978-0821729373) |
| 7      | The Prophet          | 1984  | (ISBN 0-450-05811-5)  |
| 8      | The End is Coming    | 1984  | (ISBN 0-450-05830-1)  |
| 9      | Earth Fire           | 1984  | (ISBN 0-450-05867-0)  |
| 10     | The Awakening        | 1984  | (ISBN 0-450-05887-5)  |
| 11     | The Reprisal         | 1985  | (ISBN 0-450-38997-9)  |
| 12     | The Rebellion        | 1985  | (ISBN 0-450-39988-5)  |
| 13     | Pursuit              | 1986  | (ISBN 0-450-40577-X)  |
| 14     | The Terror           | 1987  | (ISBN 0-450-41123-0)  |
| 15     | Overlord             | 1987  | (ISBN 0-450-41348-9)  |
|        | Mid-Wake             | 1988  | (ISBN 0-450-49736-4)  |
| 16     | The Arsenal          | 1988  | (ISBN 0-450-42141-4)  |
| 17     | The Ordeal           | 1988  | (ISBN 978-0821725139) |
| 18     | The Struggle         | 1989  | (ISBN 0-450-53088-4)  |
| 19     | Final Rain           | 1989  | (ISBN 978-0821726846) |
| 20     | Firestorm            | 1989  | (ISBN 978-0821729908) |
| 21     | ...To End all War    | 1990  | (ISBN 978-0821731444) |
|        | The Legend           | 1991  | (ISBN 978-0821732717) |
| 22     | Brutal Conquest      | 1991  | (ISBN 978-0821735381) |
| 23     | Call to Battle       | 1992  | (ISBN 978-0821736982) |
| 24     | Blood Assassins      | 1992  | (ISBN 978-0821739099) |
| 25     | War Mountain         | 1993  | (ISBN 978-0821741009) |
| 26     | Countdown            | 1993  | (ISBN 978-0821742297) |
| 27     | Death Watch          | 1993  | (ISBN 0821744100)     |

Graphic Audio a réalisé entre 2007 et 2011 l'enregistrement de la série complète avec différentes voix et des effets sonores. Les livres audio ont été publiés en février 2011.

### Romans français
La maison d'édition Plon Presses de la Cité a publié dans la collection « Gérard de Villiers présente » 53 livres dans la série Le Survivant.
| Numéro | Titre                                 | Traduction/adaptation                         | ISBN                                  |
| ------ | ------------------------------------- | --------------------------------------------- | ------------------------------------- |
| 1      | Guerre totale                         | traduction et adaptation : Frédéric Lasaygues | (ISBN 2-259-01322-8 et 2-259-01325-2) |
| 2      | Le Cauchemar commence                 | traduction et adaptation : Frédéric Lasaygues | (ISBN 2-259-01337-6)                  |
| 3      | L'Escadron de fer                     | traduction et adaptation : Frédéric Lasaygues | (ISBN 2-259-01343-0)                  |
| 4      | Le Cri de l'épervier                  | traduction et adaptation : Frédéric Lasaygues | (ISBN 2-259-01369-4)                  |
| 5      | Le Piège                              | traduction et adaptation : Frédéric Lasaygues | (ISBN 2-259-01383-X)                  |
| 6      | Les Hommes-jaguars                    | traduction et adaptation : Frédéric Lasaygues | (ISBN 2-259-01398-8)                  |
| 7      | Le Prophète                           | traduction et adaptation : Martine Bay-Eire   | (ISBN 2-259-01467-4)                  |
| 8      | Kamikazes                             | traduction et adaptation : Frédéric Charpier  | (ISBN 2-259-01478-X)                  |
| 9      | Enfer cannibale                       | traduction et adaptation : Frédéric Charpier  | (ISBN 2-259-01510-7)                  |
| 10     | Pulsions de mort                      | traduction et adaptation : Frédéric Charpier  | (ISBN 2-259-01554-9)                  |
| 11     | Terreur sur Manhattan                 | traduction et adaptation : Frédéric Charpier  | (ISBN 2-259-01567-0)                  |
| 12     | Les Damnées                           | traduction et adaptation : Frédéric Charpier  | (ISBN 2-259-01592-1)                  |
| 13     | Sierra commando                       | traduction et adaptation : Frédéric Charpier  | (ISBN 2-259-01606-5)                  |
| 14     | Assaut                                | traduction et adaptation : Frédéric Charpier  | (ISBN 2-259-01636-7)                  |
| 15     | La Nuit des saboteurs                 | traduction et adaptation : Frédéric Charpier  | (ISBN 978-2259018029)                 |
| 16     | Haute Trahison                        | traduction et adaptation : Frédéric Charpier  | (ISBN 978-2259018159)                 |
| 17     | La Traque sauvage                     | traduction et adaptation : Frédéric Charpier  | (ISBN 2-258-02164-2)                  |
| 18     | Les Maîtres de guerre                 | traduction et adaptation : Frédéric Charpier  | (ISBN 2-258-02180-4)                  |
| 19     | La Balade des tortionnaires           | traduction et adaptation : Frédéric Charpier  | (ISBN 2-258-02268-1)                  |
| 20     | Massacre en eaux troubles             | traduction et adaptation : Frédéric Charpier  | (ISBN 2-258-02282-7)                  |
| 21     | Carnage sous les tropiques            | traduction et adaptation : Frédéric Charpier  | (ISBN 2-258-02507-9)                  |
| 22     | Nuit barbare                          | traduction et adaptation : Frédéric Charpier  | (ISBN 2-258-02571-0)                  |
| 23     | Apocalypse Bay                        | traduction et adaptation : Frédéric Charpier  | (ISBN 2-258-02761-6)                  |
| 24     | Le Tueur du désert                    | traduction et adaptation : Frédéric Charpier  | (ISBN 2-258-02830-2)                  |
| 25     | Les Chiens du diable                  | traduction et adaptation : Frédéric Charpier  | (ISBN 2-258-02844-2)                  |
| 26     | Les Rebelles                          | traduction et adaptation : Frédéric Charpier  | (ISBN 2-258-02854-X)                  |
| 27     | Les Hommes du klan                    | traduction et adaptation : Frédéric Charpier  | (ISBN 2-258-03057-9)                  |
| 28     | Règlement de comptes à Fayetteville   | traduction et adaptation : Frédéric Charpier  | (ISBN 2-258-03073-0)                  |
| 29     | Frères de sang                        | adaptation française : Frédéric Charpier      | (ISBN 2-285-00117-7)                  |
| 30     | Noces macabres en Géorgie             | adaptation française : Frédéric Charpier      | (ISBN 2-285-00151-7)                  |
| 31     | Raid sur Royal Oak                    | adaptation française : Frédéric Charpier      | (BNF 35086837)                        |
| 32     | La Brigade infernale                  | adaptation française : Frédéric Charpier      | (ISBN 2-285-00184-3)                  |
| 33     | La Chasse au sorcier                  | adaptation française : Frédéric Charpier      | (ISBN 2-285-00343-9)                  |
| 34     | Passeport pour Hooligan city          | adaptation française : Frédéric Charpier      | (ISBN 2-285-00370-6)                  |
| 35     | La Vallée des morts                   | adaptation française : Frédéric Charpier      | (ISBN 2-285-00487-7)                  |
| 36     | Les Bateliers de la rivière rouge     | adaptation française : Frédéric Charpier      | (ISBN 2-285-00488-5)                  |
| 37     | La Vengeance                          | adaptation française : Frédéric Charpier      | (ISBN 2-285-00671-3)                  |
| 38     | Mission spéciale                      | adaptation française : Frédéric Charpier      | (ISBN 2-285-00654-3)                  |
| 39     | Le Squelette de verre                 | adaptation française : Frédéric Charpier      | (ISBN 2-285-00719-1)                  |
| 40     | Les Nouveaux Seigneurs du Mississippi | adaptation française : Frédéric Charpier      | (ISBN 2-285-00793-0)                  |
| 41     | Saint-Louis gang                      | adaptation française : Frédéric Charpier      | (ISBN 2-285-00804-X)                  |
| 42     | Le Rescapé du IIIe Reich              | adaptation française : Frédéric Charpier      | (ISBN 2-285-00803-1)                  |
| 43     | La Croisade des cristeros             | adaptation française : Frédéric Charpier      | (ISBN 2-285-00831-7)                  |
| 44     | La Crypte des supplices               | adaptation française : Frédéric Charpier      | (ISBN 2-285-00839-2)                  |
| 45     | La Griffe du vampire                  | adaptation française : Frédéric Charpier      | (ISBN 2-285-00932-1)                  |
| 46     | Mortel Guet-apens                     | adaptation française : Frédéric Charpier      | (ISBN 2-285-00944-5)                  |
| 47     | Missouri, état d'alerte               | adaptation française : Frédéric Charpier      | (ISBN 2-285-00999-2)                  |
| 48     | Les Coupeurs de têtes                 | adaptation française : Frédéric Charpier      | (ISBN 2-285-01016-8)                  |
| 49     | Les Possédés de Brettwood             | adaptation française : Frédéric Charpier      | (ISBN 2-285-01027-3)                  |
| 50     | Le Contrat du diable                  | adaptation française : Frédéric Charpier      | (ISBN 2-285-01039-7)                  |
| 51     | Terre, pointe zero                    | adaptation française : Frédéric Charpier      | (ISBN 2-285-01148-2)                  |
| 52     | L'Ange exterminateur                  | adaptation française : Frédéric Charpier      | (ISBN 2-285-01147-4)                  |
| 53     | Le Crépuscule des traîtres            | adaptation française : Frédéric Charpier      | (ISBN 2-265-00245-3)                  |